# Nanna Merrald Rasmussen
Nanna Skodborg Merrald (8 de outubro de 1993) é uma ginete dinamarquesa.

## Carreira
Nanna se classificou para a final da Copa do Mundo de Adestramento de 2014 em Lyon após terminar em 6º lugar no ranking da Liga da Europa Ocidental. Ela foi forçada a se retirar, no entanto, depois que seu cavalo Millibar não passou no teste veterinário.
Skodborg Merrald representou a Dinamarca nos Jogos Olímpicos de 2020 em Tóquio, Japão, com o garanhão Blue Hors Zack. Ela terminou em 4º lugar com a equipe e em 11º na final individual. Ela ganhou uma medalha de ouro por equipe no Campeonato Mundial de 2022.
Ela também representou a Dinamarca nos Jogos Olímpicos de 2024 em Paris, onde montou o cavalo Zepter. Ela ganhou uma medalha de prata por equipe e ficou em 9º lugar no estilo livre individual.